# Onosma caespitosum
Onosma caespitosum är en strävbladig växtart som beskrevs av Ky. Onosma caespitosum ingår i släktet Onosma och familjen strävbladiga växter. Inga underarter finns listade i Catalogue of Life.